# Liščí vrch (přírodní rezervace)
Liščí vrch je přírodní rezervace severně od obce Sedlec v okrese Břeclav. Důvodem ochrany jsou suché trávníky, úhory a křoviny s výskytem mnoha zvláště chráněných teplomilných druhů rostlin a živočichů. Rezervace zaujímá prostor stejnojmenného vrchu geomorfologicky spadajícího do Mikulovské vrchoviny.

## Galerie

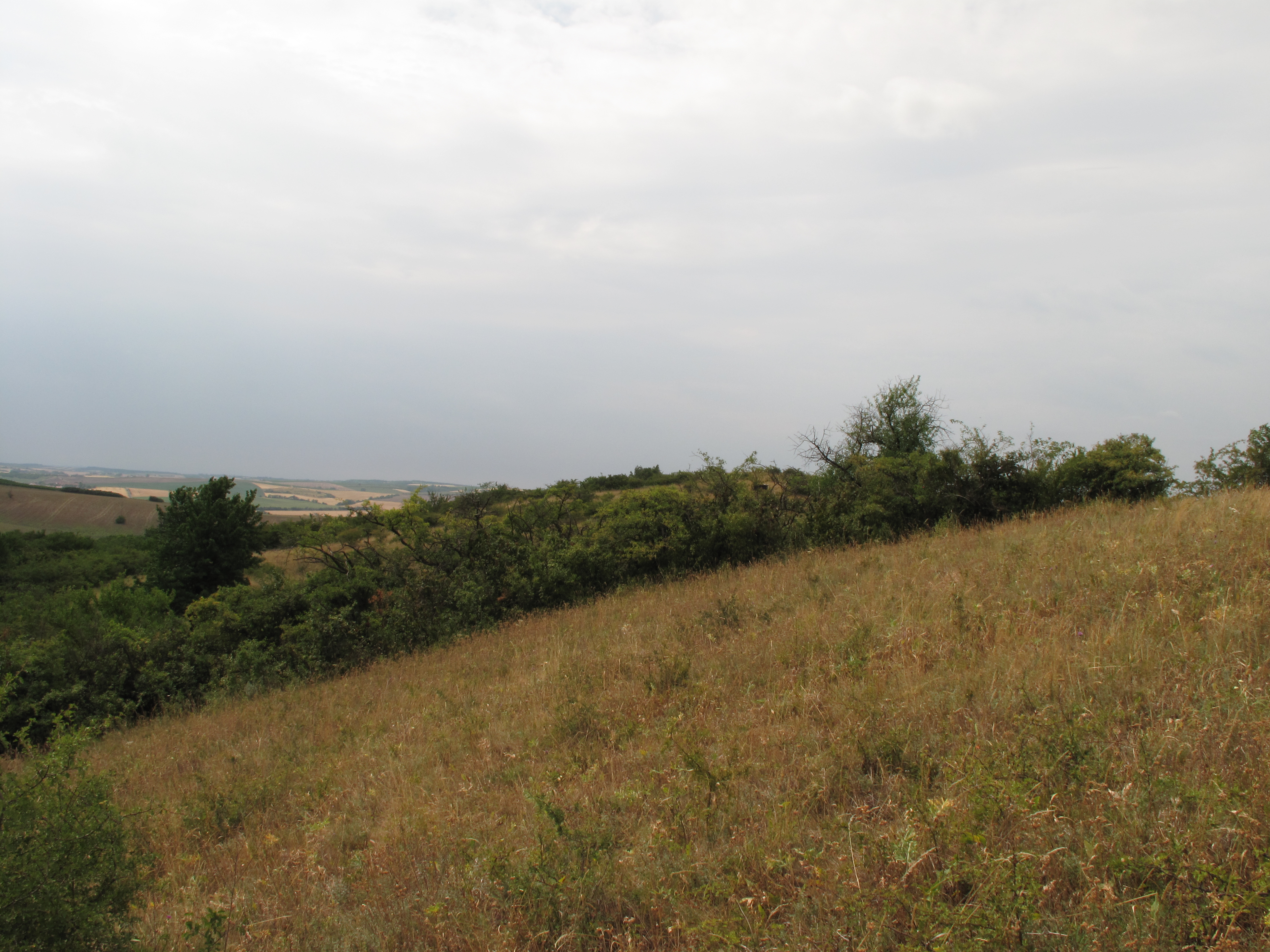
Svahy
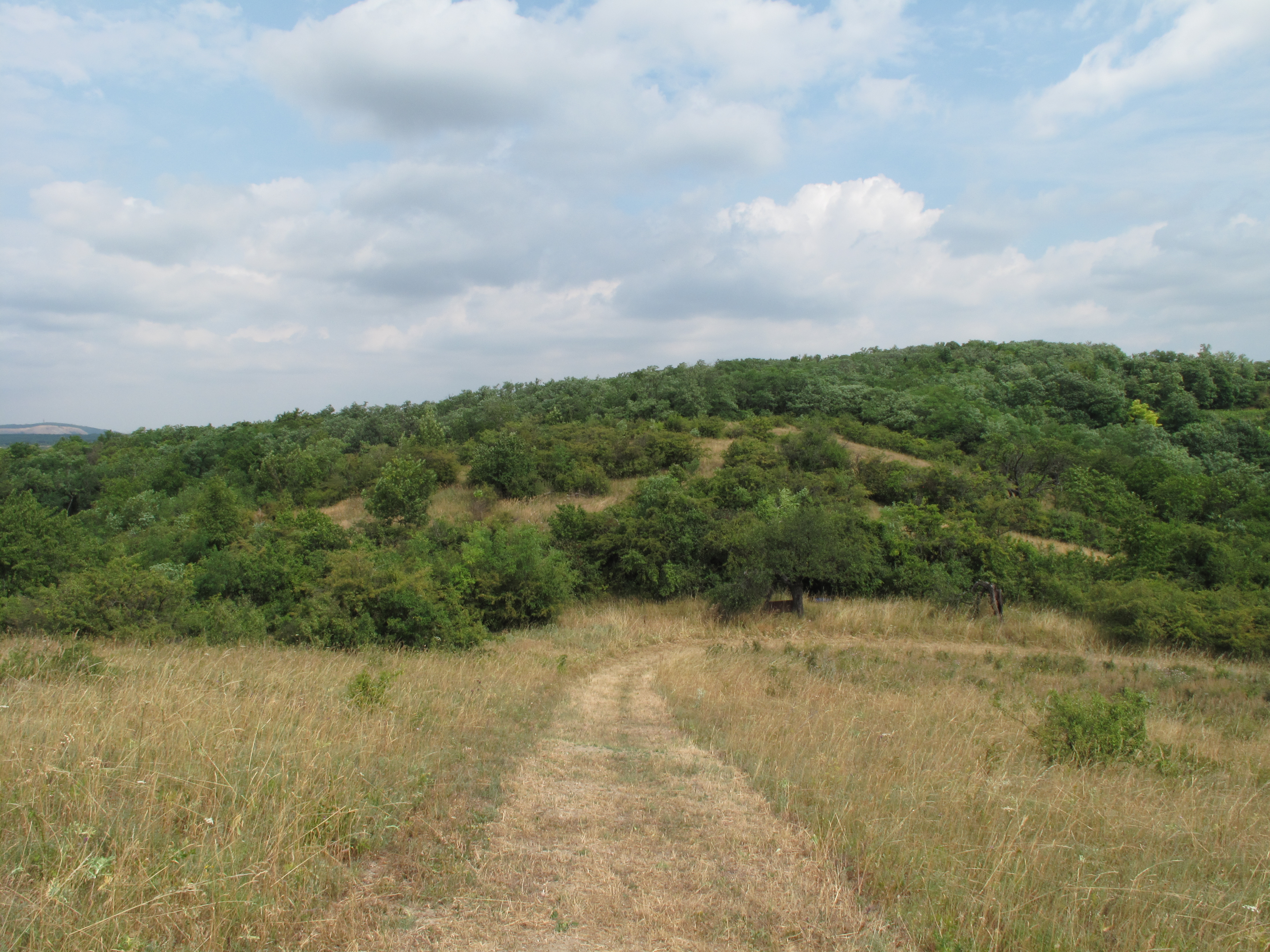
Cesta
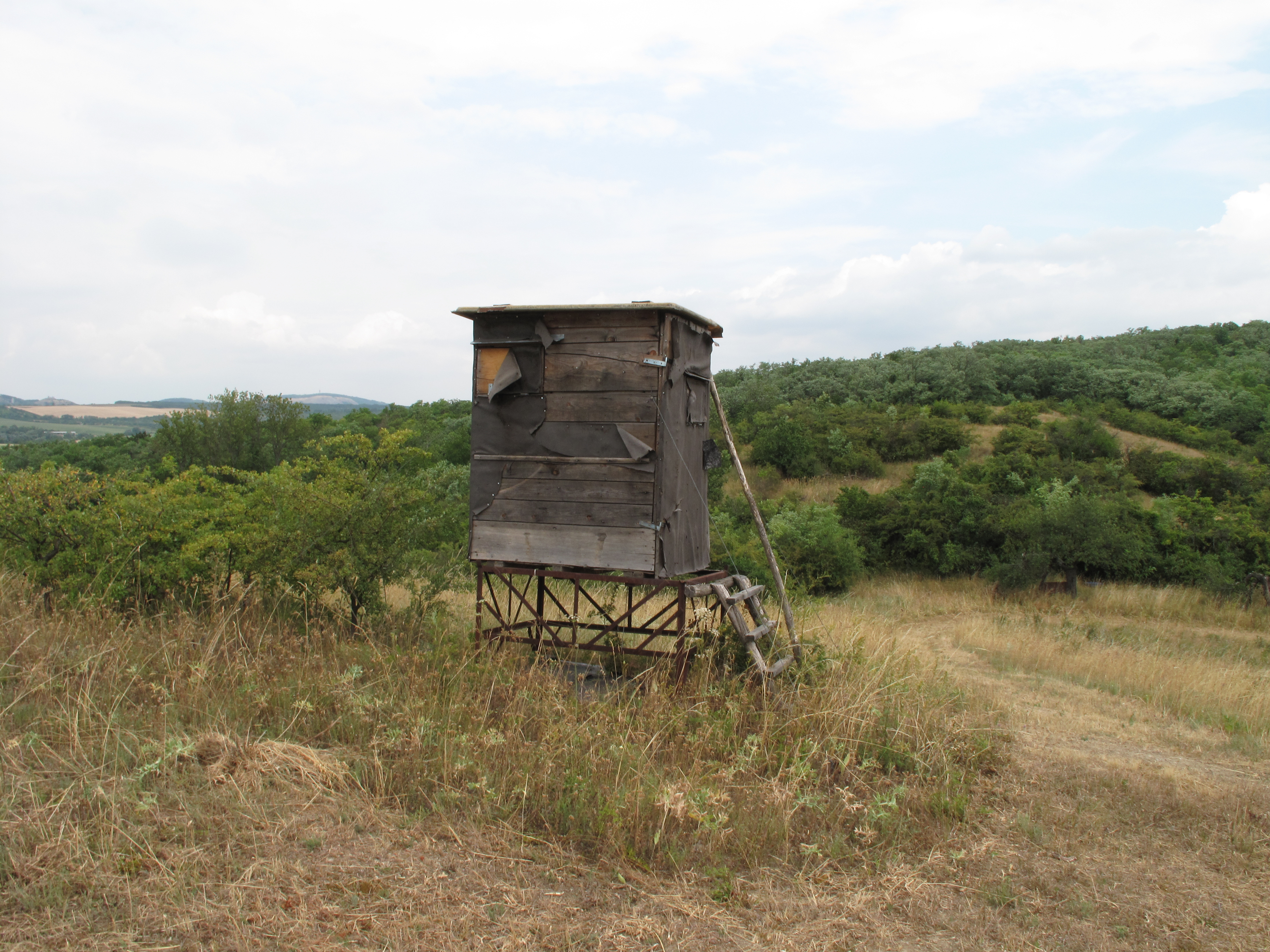
Budka
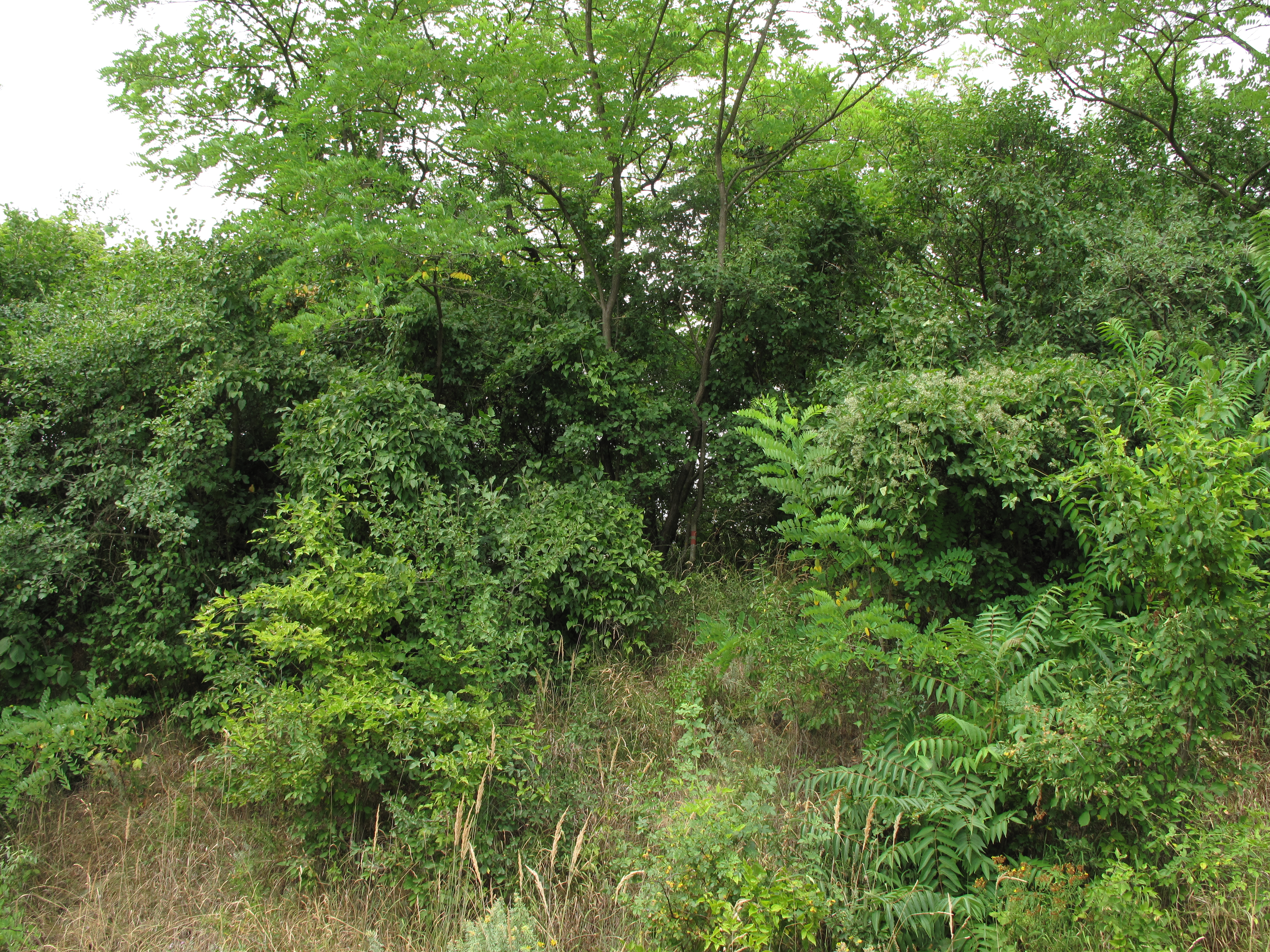
Okraj rezervace